# Södra Halland
Södra Halland (danska: Sønderhalland) var under knappt 80 år på 1200-talet och 1300-talet ett eget hertigdöme. Under denna tid löd landsändan omväxlande under Danmark och Sverige. Det bestod av häraderna Årstad, Halmstad, Tönnersjö och Hök. Gränsen mot Norra Halland gick vid Ätran. Två städer fanns redan då: Halmstad och Laholm.
1284 förlänades Södra Halland som hertigdöme till Erik Knudsen (död 1304), bror till den östgötske lagmannen Svantepolk Knutsson och son till Knud Valdemarsen, hertig i Reval (Tallinn). Knud Valdemarsen var son till Valdemar Sejr. 1306 övergick länsinnehavet till Kristofer II, son till Danmarks tidigare kung Erik Klipping. 1320 efterträdde han sin bror Erik Menved som Danmarks kung. Näste danske kung, Valdemar III, upphöjde 1327 den halländske frälsemannen Knud Porse till hertig över Södra Halland; Samsø; Kalundborg och Vordingborg på Själland, samt häraderna Bjäre och Norra Åsbo i Skåne. Knud Porse var gift med den svensk-norska hertiginnan och prinsessan Ingeborg Håkansdotter, som just blivit fråntagen sina norska och svenska underhållsländer. När Knud Porse dog hastigt 1330 fortsatte Ingeborg regera över Södra Halland som förmyndare över sina söner Håkan och Knut Porse (döda 1350).
Efter Kalundborgskriget och freden i Varberg år 1343 erkände Valdemar Atterdag, som då blivit dansk kung, i ett överlåtselsebrev till Sveriges kung Magnus Eriksson att Södra Halland tillsammans med Skåne och Blekinge skulle lyda under Sverige. I gengäld avstod Magnus Eriksson från besittningarna väster om Öresund, vilka även inkluderade Köpenhamn, pantlän sedan 1332. 1353-1356 återförenades Norra och Södra Halland då Magnus Eriksson utnämnde Bengt Algotsson till hertig. Vid mötet i Jönköping 1357, tvingades Magnus Eriksson avstå Södra Halland tillsammans med Skåne och Blekinge till sin son Erik Magnusson, vilken 1344 som femåring valts till svensk kung i strid mot fadern. Södra Halland intogs 1360 av Valdemar Atterdag och landskapet blev åter delat till 1366 då även Norra Halland återerövrades av danskarna.